# Carmel Busuttil
Carmel Busuttil (ur. 29 lutego 1964) – piłkarz maltańskiego pochodzenia, grający na pozycji pomocnika. Swoją karierę piłkarską rozpoczął w zespole Rabat Ajax. Z tą drużyną zdobył dwukrotnie tytuł mistrza Malty (1985, 1986), Puchar Malty (1986) oraz dwa razy sięgnął po superpuchar. Rok później przeszedł do Włoch, gdzie nie zagrzał długo miejsca, przechodząc do KRC Genk. Z tą drużyną wywalczył awans do wyższej klasy rozgrywkowej. W Belgii grał 6 lat, by z powrotem przenieść się na Maltę, tym razem do Sliema Wanderers. W barwach tej drużyny zdobył kilka trofeów (mistrzostwo oraz puchary), a w 2001 roku zakończył piłkarską karierę. Busuttil rozegrał wiele meczów w reprezentacji Malty (w sumie 111), strzelając łącznie 23 gole, co daje mu wynik najlepszego strzelca reprezentacji w historii. Został uznany przez UEFA za najlepszego maltańskiego piłkarza 50-lecia.